# Karolína Mališová
Karolína Mališová (sinh ngày 9 tháng 11 năm 1996) là một người mẫu và nữ hoàng sắc đẹp đến từ Cộng hòa Séc. Cô tham gia đấu trường nhan sắc Hoa hậu Trái Đất 2015. Cô giành chiến thắng cùng với Nikol Svantnerova và Andrea Kalousová - 2 đại diện tại Hoa hậu Hoàn vũ 2015 và Hoa hậu Thế giới 2015.